# 47 Szkolny Pułk Śmigłowców

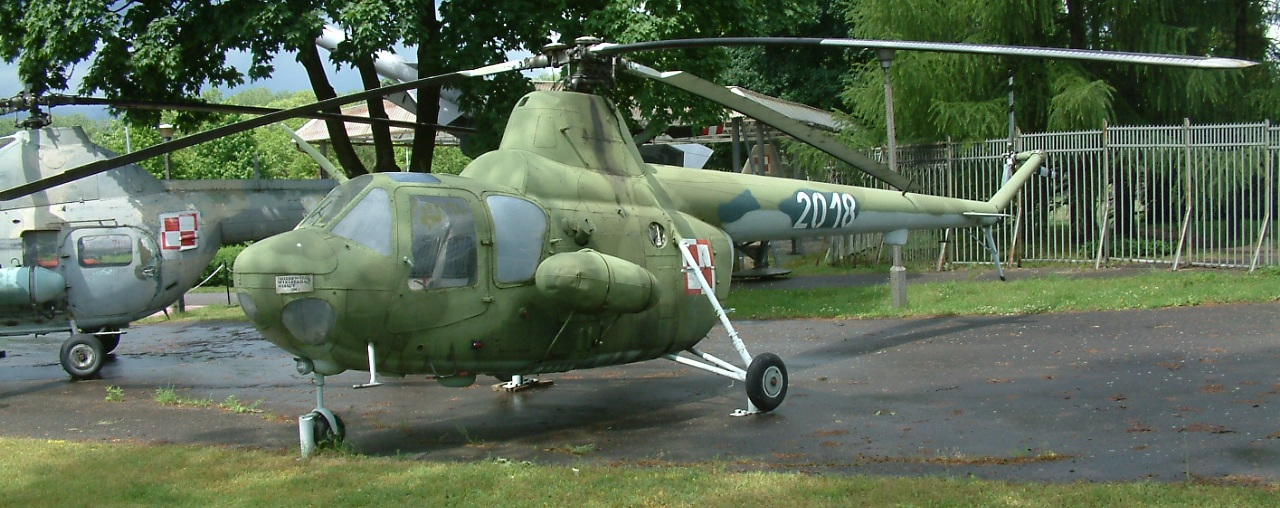
SM-1

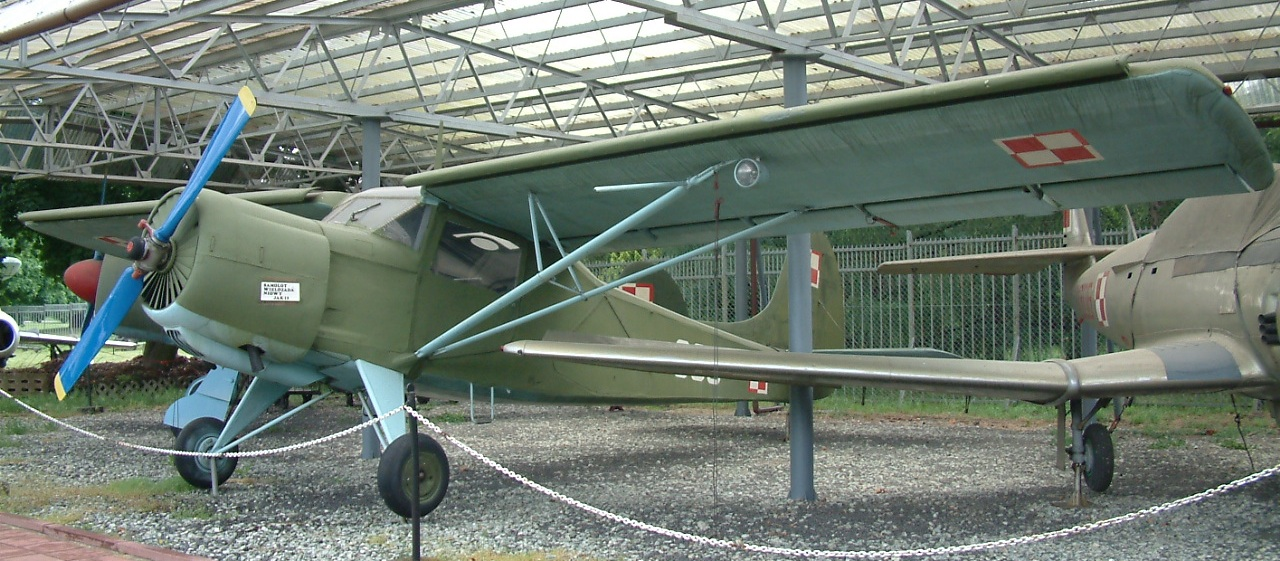
Jak-12

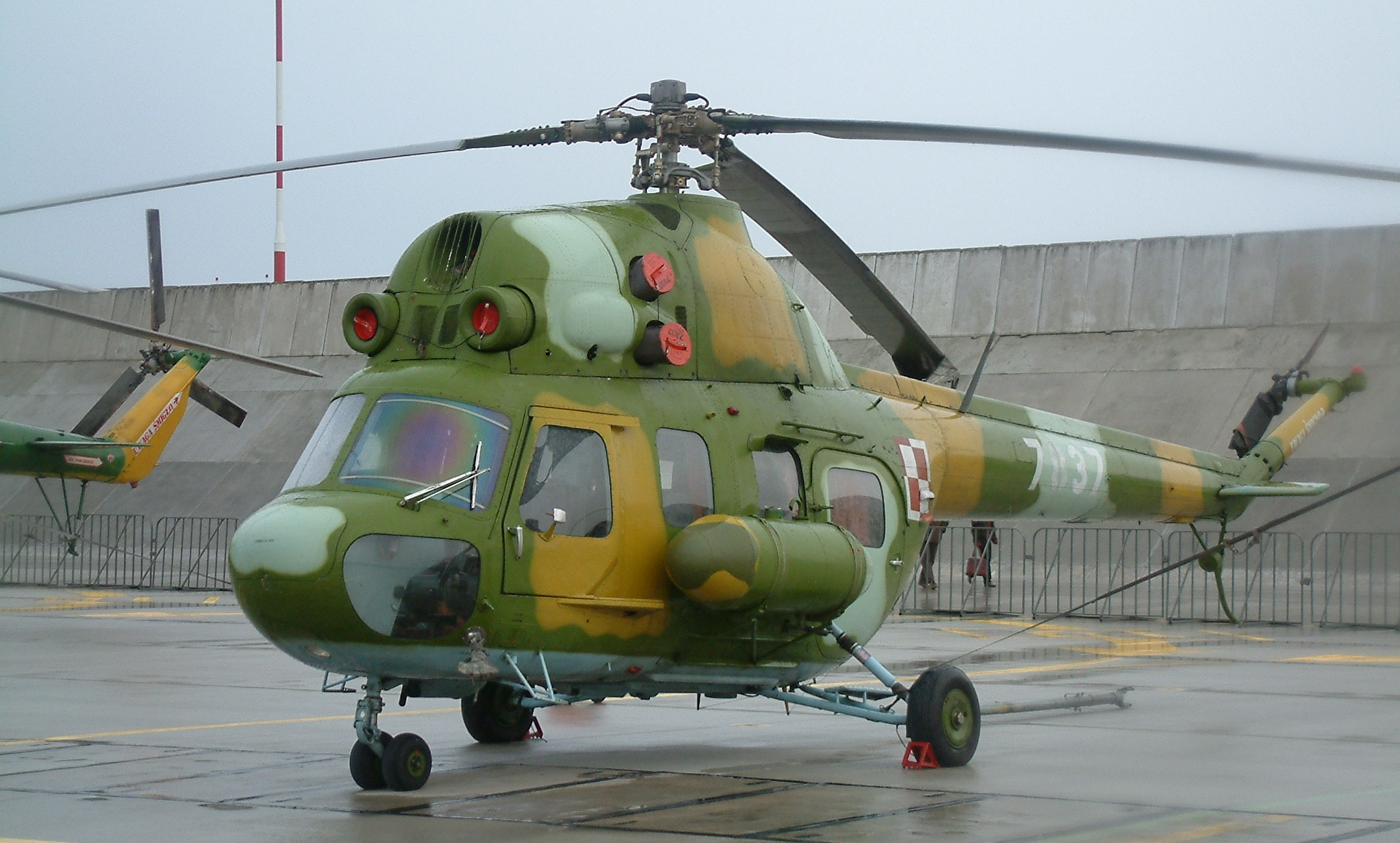
Mi-2

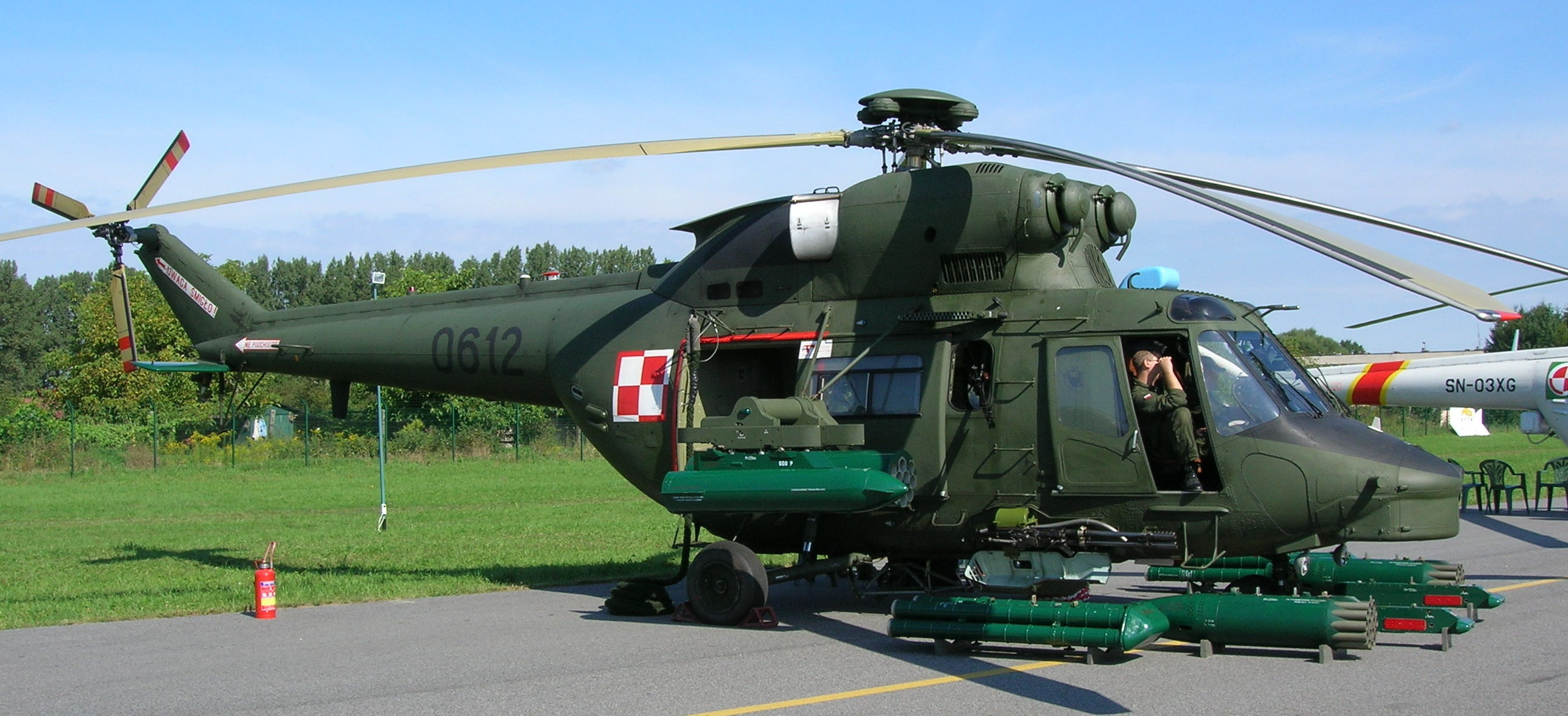
PZL W-3 Sokół

47 Szkolny Pułk Śmigłowców (47 spśm) – oddział lotniczy Wojska Polskiego.

## Formowanie i zmiany organizacyjne
W maju 1963 roku na bazie eskadry stacjonującej w Radzyniu Podlaskim z rozformowanego 52 Pułku Szkolnego, 27 eskadry lotniczej z Przasnysza oraz 4 eskadry lotniczej z 36 Specjalnego Pułku Lotniczego z Warszawy, sformowano 47 Pułk Lotnictwa Łącznikowo-Sanitarnego w Modlinie. 
Zasadniczym zadaniem pułku były loty usługowe na rzecz wojska, udział w akcjach ratowniczych, działania na rzecz gospodarki narodowej, loty sanitarne i loty na potrzeby topograficzne oraz zabezpieczenie ćwiczeń na poligonach wojsk lądowych.
23 sierpnia 1964 pułk otrzymał sztandar ufundowany przez społeczeństwo powiatu płońskiego.
W 1974 roku zmieniły się zadania i nazwa pułku. Głównym jego zadaniem stało się szkolenie lotnicze podchorążych Wyższej Oficerskiej Szkoły Lotniczej i kadetów Szkoły Chorążych Personelu Latającego Wojsk Lotniczych w Dęblinie, a pułk przemianowano na 47 Szkolny Pułk Śmigłowców.
4 listopada 1977 roku pułk dyslokowano do Nowego Miasta nad Pilicą.
Z dniem 31 grudnia 2000 roku, 47 Szkolny Pułk Śmigłowców został rozwiązany.

## Odznaka pułkowa
Odznaka o wymiarach 31x24 mm przedstawia srebrnego orła z rozpostartymi skrzydłami trzymającego w szponach emaliowaną, błękitną szarfę z datą powstania pułku 15 05 1963. Pod szarfą umieszczona jest biało-czerwona szachownica lotnicza, na której znajduje się napis 47 szpś. Odznakę zaprojektował Wojciech Mąkala.

## Dowódcy pułku
Wykaz dowódców pułków podano za: Józef Zieliński [red.]: Polskie lotnictwo wojskowe 1945-2010. s. 150.: 
- płk pil. Stefan Czarnecki (1963 -1970)
- płk pil. Władysław Karłowicz (1970 -1973)
- płk pil. Józef Fraczek (1973 -1976)
- płk pil. Andrzej Majewski (1976 - 1980)
- płk pil. Józef Pęcko (1980 - 1988)
- płk pil. Andrzej Pussak (1988 - 1990)
- płk pil. Marian Gonet (1990 -1998)
- płk pil. Telesfor Marek Markiewicz (1998 - 2000)
- mjr pil. Adam Ziółkowski 2000